# إدي فرنسيس
إدي فرنسيس هو محامي كندي، ولد في 1974 في وندسور في كندا.